# Musée Zainul-Abedin
Le musée Zainul-Abedin ou Zainul Abedin Sangrahashala ou encore Shilpacharya Zainul Abedin Sangrahashala (galerie d'art « grand professeur d'art Zainul Abedin »), est un musée d'art à Mymensingh, au Bangladesh. Créé en 1975, il contient les collections de l'artiste Shilpacharya Zainul Abedin (1914-1976). La galerie d'art a été établie à Mymensingh car c'est là que l'artiste a passé ses premiers jours. Abedin, pionnier du mouvement artistique moderne du pays, a créé des œuvres d'art sur des sujets tels que la famine du Bengale de 1943 et l'indépendance des peuples. Le musée est situé dans la zone du parc du Quartier Shaheeb sur la rive de l'ancien Brahmapoutre.
Chaque année, en décembre, la direction de la galerie organise un programme anniversaire qui comprend une discussion sur la vie et l'œuvre de Zainul, ainsi qu'un concours de peinture. Bien que la galerie d'art ne sorte pas de publications, le Musée national du Bangladesh, qui possède une collection de 800 peintures d'Abedin, a publié des affiches et des cartes au nom de l'artiste. Shilpacharya Zainul Zainul Abedin Sangrahashala est une branche du musée national.

## Histoire
Né à Mymensingh, Abedin a dessiné au bord du Brahmapoutre.  Alors qu'il était étudiant à l'école locale de Mrityunjay (« Triomphe sur la mort »), il a remporté le premier prix du concours artistique du journal The Bombay Chronicle. Par la suite, le directeur de l'école a envoyé d'autres tableaux d'Abedin en Inde. Dédié à son art, les professeurs de l'école l'encouragent à aller à Calcutta et, en 1933, Abedin fut admis à l'école publique d'art de la ville.
Dans les années 1950, Abedin a lancé un mouvement de collecte d'œuvres d'art bangladaises négligées qui ont été dispersées dans toutes les régions rurales du pays. L'artiste est resté attaché à sa ville natale, ce qui lui a valu la création d'un musée à Mymensingh le 15 avril 1975 dans un bâtiment appartenant à M. Barden, qui l'a ensuite vendu à un membre du Conseil exécutif du vice-roi. La galerie a ouvert ses portes avec environ soixante-dix œuvres d'art, dont des peintures à l'huile et des dessins d'Abedin lors de ses voyages à l'étranger. Au départ, la galerie était gérée par un comité qui était assisté par une administration locale.
Dans ses premières années, elle comptait 77 tableaux d'Abedin, mais en 1982, dix-sept œuvres d'art ont été volées au musée, dont dix seulement ont été récupérées en 1994. Les rénovations ont commencé en 1997. Deux ans plus tard, le Musée national a pris en charge la galerie et a terminé les rénovations en 2004 sur un terrain de 1,3 hectare. Cela comprenait la construction d'une porte principale, de comptoirs de vente de billets et de murs. Un projecteur, un système de sonorisation et un déshumidificateur ont été installés. Un chalet d'artistes et une scène en plein air ont été ajoutés.

## Collection
Il y a actuellement 53 peintures à l'huile dans les archives. La collection comprend divers thèmes et sujets, bien que la plupart dépeignent des scènes du Bengale rural. Outre les peintures originales, il y a seize répliques et soixante-quinze photographies de la vie et de l'œuvre de Zainul. Il y a aussi soixante-neuf souvenirs en exposition comme des pinceaux, des porte-pinceaux, des bouteilles d'essence de térébenthine et d'huile de lin, une boîte de charbon, du charbon de bois, de la cire, une palette de couleurs, un tube de couleur, un chevalet, un pot d'encre, un porte-portrait en cuir, une pince métallique, un stylo en roseaux, un grattoir, une spatule et ses lunettes. Les souvenirs sont placés dans des boîtes en verre au milieu de la galerie.

## Installations
Conformément aux souhaits d'Abedin, une école d'art a également été créée dans l'enceinte du musée. Les artistes peuvent séjourner au Art Cottage qui est situé dans un bâtiment séparé de trois pièces. Une scène en plein air est utilisée par les étudiants lors de voyages d'études et peut être louée par d'autres personnes.